# Пилот (Доктор Кто)
«Пилот» (англ. The Pilot) — первая серия десятого сезона британского научно-фантастического телесериала «Доктор Кто». Премьера серии состоялась 15 апреля 2017 года на канале BBC One. Сценарий эпизода написан ведущим сценаристом и исполнительным продюсером Стивеном Моффатом. Режиссёром выступает Лоуренс Гоф.
Питер Капальди продолжил играть роль Доктора. В этой серии состоялся полноценный дебют Пёрл Маки в качестве новой спутницы Двенадцатого Доктора Билл Поттс. Также к ним присоединился Мэтт Лукас в роли Нардола, путешествующего с Доктором со спецвыпуска «Возвращение Доктора Мистерио».

## Синопсис
Два мира сталкиваются, когда Доктор знакомится с Билл. Случайная встреча с девушкой со звездой в глазу приводит к ужасающей погоне во времени и пространстве. Перед Билл открывается Вселенная, которая куда больше и интересней, чем она могла себе вообразить, но кто же такой Доктор и в чём состоит их с Нардолом секретная миссия на Земле?

## Мини-эпизод «Друг из будущего»
23 апреля 2016 года на канале BBC One был выпущен двухминутный ролик под названием «Друг из будущего», заявленный как эксклюзивная сцена из грядущей серии. Первоначально он был написан для кастинга на роль Билл, однако производственная команда сериала включила часть материала в финальный вариант «Пилота». Доктор и Билл прячутся за стеной коридора космического корабля. Билл старается расспросить Доктора о врагах, от которых они скрываются, однако тот не вдаётся в подробности, и после этого они вновь отправляются в путь.

## Сюжет
Доктор и Нардол живут под прикрытием в качестве профессора и его ассистента в университете Святого Луки в Бристоле. Однажды Доктор замечает, что его лекции регулярно посещает девушка Билл Поттс, работающая в столовой университета. Он приглашает её в свой кабинет на собеседование и предлагает выступить её личным наставником. Билл соглашается и становится его студенткой.
С самого первого дня в университете Билл испытывает симпатию к другой студентке по имени Хезер, у которой имеется заметный дефект радужной оболочки, по форме напоминающий звезду. Спустя несколько месяцев Хезер, которой не даёт покоя загадочная лужа, решает поделиться своей находкой с Билл. Хезер спрашивает Билл, не кажется ли ей странным собственное отражение, но та лишь замечает, что её лицо выглядит не так, как обычно. Хезер уходит, а голос под поверхностью лужи заявляет, что поиски пилота начались.
Через некоторое время Билл вновь встречает Хезер, которая сначала зовёт её посмотреть на лужу ещё раз, а потом куда-то пропадает. Тогда Билл рассказывает о произошедшем Доктору, и тот берётся расследовать проблему. Доктор замечает, что лужа вместо того, чтобы отражать лицо смотрящего, подражает тому. После этого Билл отправляется домой, однако там девушку начинает преследовать жидкообразная фигура, принявшая вид Хезер. Билл бежит в кабинет Доктора в университете, но жидкообразная Хезер материализуется и там. Тогда Доктор и Билл прячутся в ТАРДИС. Доктор перемещает свою машину времени в другое место на территории кампуса, чтобы удостовериться в безопасности некоего Хранилища, которое он оберегает вместе с Нардолом. Они приходят к выводу, что водяной Хезер нужна только Билл, и упомянутое создание тут же появляется, вынуждая трио бежать обратно в ТАРДИС.
ТАРДИС приземляется на лодке в заливе Порт-Джэксон с видом на Сиднейский оперный театр. Доктор признаётся Билл в том, что он пришелец. Жидкообразная Хезер не отстаёт от них, переместившись на другой конец Земли всего за минуту. Тогда Доктор отвозит Нардола и Билл на другую планету на 23 миллиона лет в будущем, однако она находит их и там. Повелитель Времени предполагает, что эта субстанция — разумная жидкость с космического корабля, которая выбрала Хезер своим «пилотом», потому что та хотела сбежать. Он решает отправиться в гущу сражения между далеками и мовелланами, дабы сбросить хвост. Водяная Хезер принимает вид далека, словив выстрел, предназначенный для Доктора и Билл. Выясняется, что «Хезер» не преследует Билл, а зовёт с собой, но та убеждает отпустить её, и тогда создание отправляется восвояси.
Доктор вместе с Билл возвращаются в его университетский кабинет. Доктор пытается стереть воспоминания Билл о событиях дня, утверждая, что он работает под прикрытием не просто так, он должен держать слово и никому нельзя знать о нём правду. Билл в свою очередь предлагает ему представить себя на её месте. Тогда Доктор всё же передумывает и отпускает девушку. Выйдя во двор учебного заведения, Билл обнаруживает там Доктора рядом с ТАРДИС. Повелитель Времени приглашает Билл путешествовать с ним, и та принимает предложение.

### Связь с другими сериями

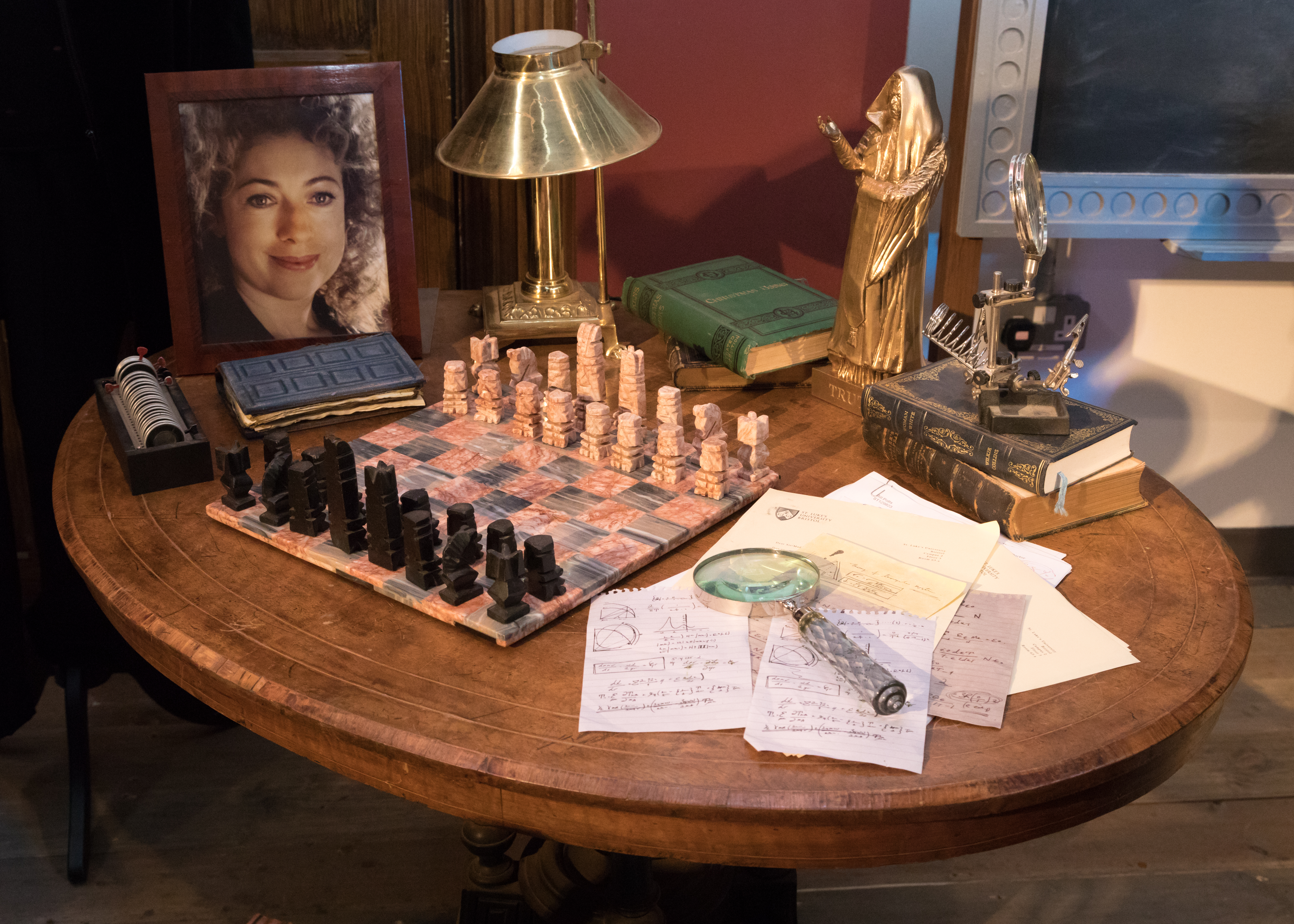
Некоторые вещи из кабинета Доктора на выставке Doctor Who Experience

Доктор держит на рабочем столе фотографии своей жены, Ривер Сонг, и внучки, Сьюзен Форман, дабы убедительнее сойти за земного профессора университета. На том же столе он хранит целую коллекцию своих звуковых отвёрток из классического и возрождённого сериала, а также статуэтку ворона, служащую отсылкой к гибели Клары Освальд в серии «Узри ворона».
Спасаясь от угрозы, трио главных героев отправляется в зону военного конфликта между далеками и мовелланами из серии с Четвёртым Доктором «Судьба далеков».
Доктор пытается стереть воспоминания Билл об их приключениях тем же способом, что и воспоминания Донны Ноубл в «Конце путешествия». Когда Билл спрашивает, каково было бы Доктору, если бы с ним так поступили, на фоне играет музыкальная тема Клары, отсылая к событиям финала предыдущего сезона «С дьявольским упорством».

### Внешние отсылки
Романтические герои в этой серии носят имена Билл и Хезер. Исполнитель роли Первого Доктора Уильям Хартнелл был известен как Билл или Билли, а его жену, с которой он прожил всю жизнь, звали Хезер.
В кабинете Доктора висят автопортрет Рембрандта и два портрета леди Гамильтон кисти Рейнольдса и Ромни.

## Производство

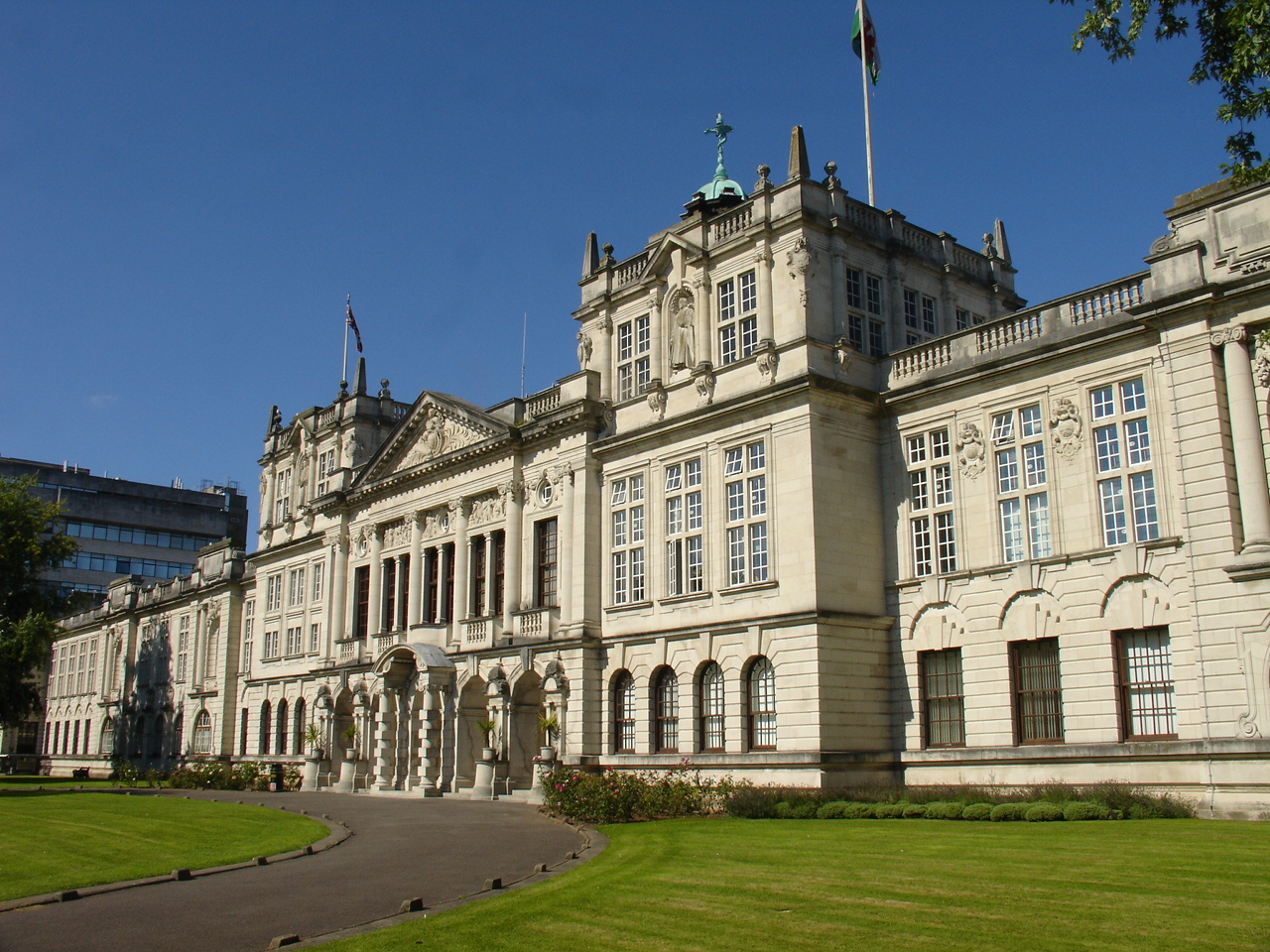
Кардиффский университет

Первоначально эпизод имел название «Звезда в её глазу», однако позднее Стивен Моффат решил его сменить, поскольку хотел, чтобы «это было похоже на первый эпизод совершенно нового шоу» — по сути, пилотный эпизод. По словам шоураннера, всё, что следует знать о сериале, объясняется в этом первом эпизоде. Задумка заключалась в том, чтобы познакомить зрителя с «Доктором Кто» должным образом — история начинается отсюда.
Вместе с эпизодом «Улыбнись» серия вошла в первый съёмочный блок. Читка сценария состоялась 14 июня 2016 года. Съёмки начались в Кардиффе 20 июня 2016 года и завершились 28 июля. Для съёмок вымышленного университета Святого Луки в Бристоле, где преподаёт Доктор и работает Билл, был использован реально существующий Кардиффский университет.
Из эпизода была вырезана сцена, в которой Доктор играет на сцене хэви-метал версию музыкальной темы Клары в момент встречи Билл и Хезер в баре. В финальном монтаже, когда камера вращается вокруг девушек, можно заметить позади них на сцене лишь силуэт Доктора с гитарой.

## Показ
Премьера серии состоялась 15 апреля 2017 года на канале BBC One. За ночь эпизод увидели 4,64 миллиона британских телезрителей, что составило 24,8 % от общего числа смотрящих. Окончательный рейтинг вырос до 6,68 миллионов с долей 30,6 %, а «Пилот» занял третью позицию среди самых просматриваемых программ недели на BBC One. Серия получила высокий индекс оценки 83.

### Отзывы критиков
| Рейтинги                         | Рейтинги |
| Издание                          | Оценка   |
| -------------------------------- | -------- |
| Rotten Tomatoes (томатометр)     | 95%      |
| Rotten Tomatoes (средняя оценка) | 7,69     |
| Radio Times                      | [ 23 ]   |
| New York Magazine                | [ 24 ]   |
| SFX Magazine                     | [ 25 ]   |
| TV Fanatic                       | [ 26 ]   |
| Российская газета                | [ 27 ]   |
| IGN                              | 8,3      |
| The A.V. Club                    | B        |
| Indiewire                        | B+       |
| Entertainment Weekly             | A-       |

«Пилот» был тепло встречен критиками. Многие из них похвалили то, как была представлена Билл в исполнении Пёрл Маки, а также отметили структуру эпизода, позволившую ему послужить как перезапуском, так и премьерой сезона. На сайте Rotten Tomatoes рейтинг серии составляет 95 % со средней оценкой 7,69 из 10 на основе 20 обзоров.
Рецензент портала The A.V. Club Аласдер Уилкинс назвал эпизод «достойным представлением Билл как новой спутницы» и сказал, что Пёрл Маки «привносит отличную от остальных спутниц возрождённого сериала энергию». В завершении он заявил, что «с многообещающим сезоном, а также двумя очень сильными сезонами последних лет, есть множество поводов быть оптимистично настроенными насчёт того, что „Пилот“ — лёгкая, но необходимая трапеза, предшествующая настоящему веселью». По мнению Майкла Хогана из газеты The Daily Telegraph Билл «сразу же показала огромный потенциал: умная, милая, харизматичная, забавная и достаточно своеобразная, чтобы не походить на предыдущих компаньонов». Помимо этого он добавил, что «харизматичный Капальди снова на высоте, и поскольку это его последний сезон, преданный хувиан явно намерен уйти громко. Его персонаж проявляет свою подвижность, волшебство и доброту, подарив Билл трогательный рождественский подарок в виде коробки, полной фотографий её умершей матери». Также журналист не преминул отметить и «искрящийся остроумием» сценарий Стивена Моффата.
Патрик Малкерн из Radio Times наградил серию четырьмя звёздами, описав Пёрл Маки «мгновенно завоёвывающей симпатию молодой спутницей», тайком посещающей лекции профессора Питера Капальди. Самого исполнителя главной роли он охарактеризовал как «непреодолимо притягательного»: «вам бы и в голову не пришло слинять с занятия или клевать носом, когда он в ударе». Также Малкерн похвалил «безукоризненно уместный юмор и уморительные диалоги» Нардола. Подводя итог, он прокомментировал приятный визуальный тон серии и энергичную режиссёрскую работу Лоуренса Гофа, отметив, что «ТАРДИС никогда ещё не выглядела так великолепно, чем в момент, когда камера отдаляется от стоящей у дверей Билл и все огни и механизмы начинают оживать». Журнал New York Magazine также поставил эпизоду четыре звёзды из пяти и упомянул, что его структура больше представляет собой совокупность эмоций и мыслей, чем сюжетных поворотов и перипетий: «в нём демонстрируется успокаивающая тесная связь, которая не часто встречается в этом сериале и уж точно не в премьерном эпизоде сезона». Представитель IGN Скотт Коллура оценил «Пилот» на 8,3 балла из 10, назвав его «симпатичным и весёлым введением» для персонажа Маки, где закладывается «новая приятная динамика между Доктором и его новыми спутниками», равно как и «предпосылки к большой загадке сезона».